# Hieracium oroglaucum
Hieracium oroglaucum es una especie de planta con flor del género Hieracium, de la familia Asteraceae, orden Asterales.

## Distribución
Hieracium oroglaucum se distribuye por Albania, Grecia y la Península balcánica.

## Taxonomía
Fue descrita científicamente por O., E. Behr y Zahn.